# Saite
Eine Saite (von althochdeutsch seito ‚Strick‘, ‚Darmsaite‘; im 17. Jahrhundert orthografisch von Seite geschieden) ist ein dünner Strang aus Naturdarm, Pflanzenfasern, Metall, Kunststoff, Tierhaar oder anderem Material, der als Saitenbezug auf ein Saiteninstrument gespannt wird.

## Unterscheidung
Man unterscheidet Saiten nach:
- Material: Naturdarm, Catgut, Seide, Messing, Stahl, Rosshaar, Kunststoff (z. B. Nylon oder Polyvinylidenfluorid)
- Spannung oder Saitenstärke

## Material

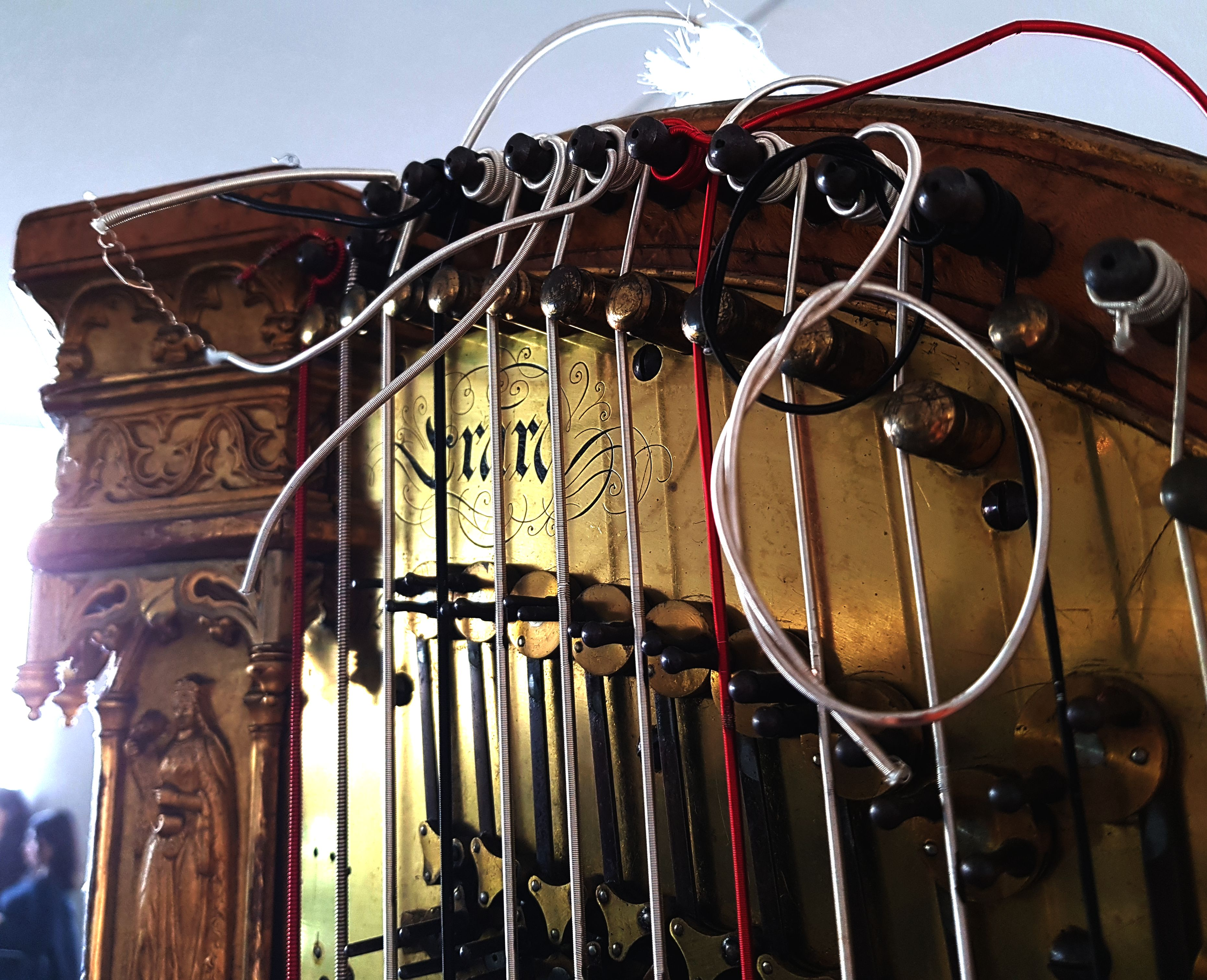
Unterschiedliche Saiten auf einer Harfe von Sébastien Érard

Saiten für Musikinstrumente werden nach ihrem Material und nach der Konfektionierung für einen Instrumententyp unterschieden, etwa Gitarrensaiten, Saiten für Klavier, Violine oder Harfe. Auch wird gegebenenfalls die Mensur (schwingende Länge der Saite) und die Tonhöhe genannt.
Saiten sind entweder einzelne Fäden oder Drähte oder sind – für tiefere Töne – ein- oder mehrlagig mit Silber-, Bronze-, Kupfer- oder Aluminiumdraht umsponnen. Diese Umspinnung dient dazu, die Massenbelegung zu erhöhen und damit die Eigenfrequenz zu verringern. Die Seele (der Kern) einer umsponnenen (oder übersponnenen) Saite kann auch ein Seil aus vielen dünnen Drähten sein. Dies ergibt gegenüber dem Einzeldraht eine geringere Biegesteifigkeit und ist daher besonders bei relativ kurzen Saiten von Vorteil.
Die Zugkraft der gespannten Saite wird bei den umsponnenen Saiten nur von der Seele aufgenommen. Bei Klaviersaiten geht die Umspinnung deshalb nicht über die volle Länge.

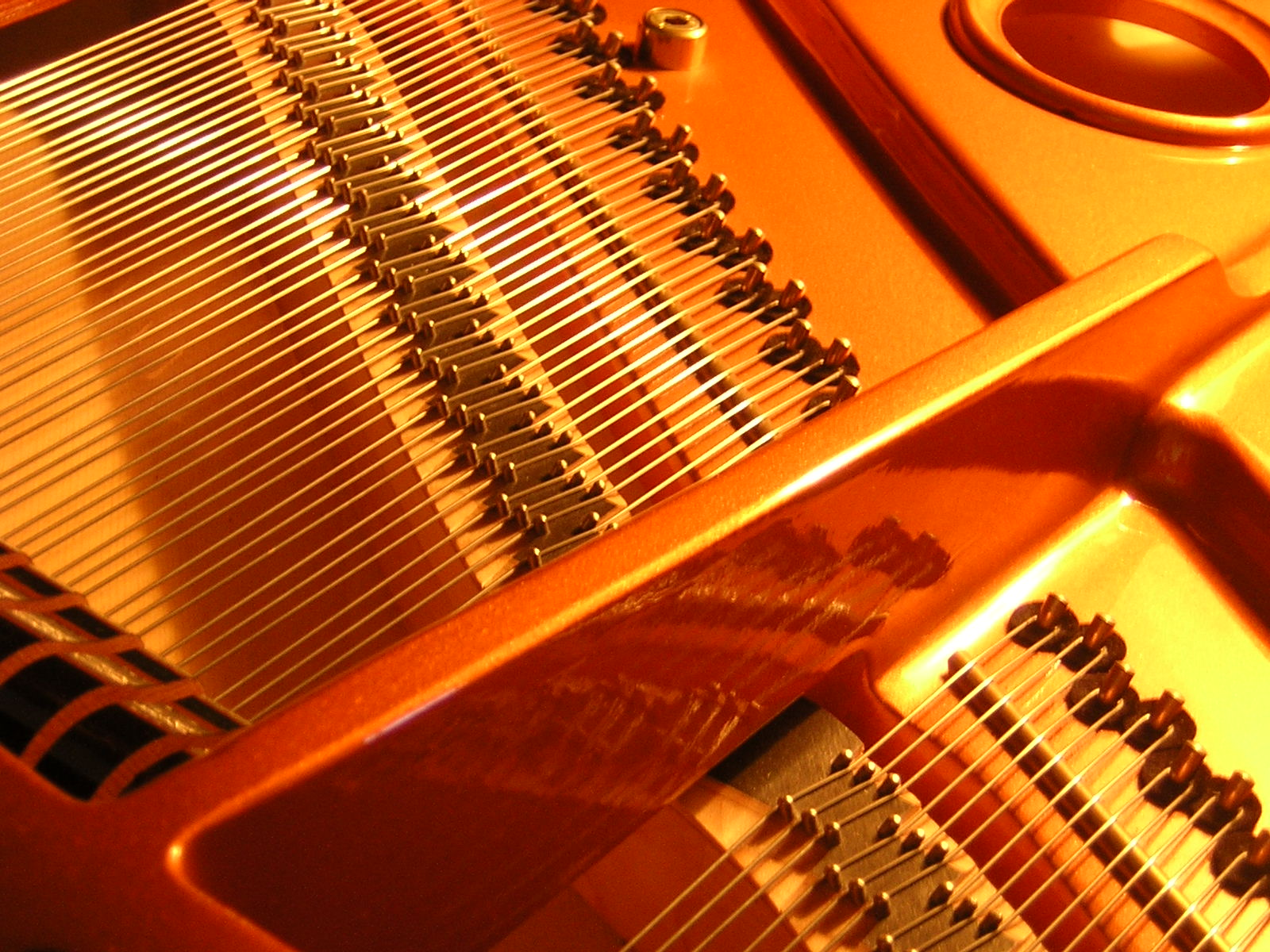
Saiten auf einem Flügel (ganz links die Dämpfer)

## Funktion
Ein Saiteninstrument erklingt, wenn seine Saiten zum Schwingen gebracht werden (siehe Saitenschwingung). Dies kann auf verschiedene Weise erfolgen:
- Streichen mit einem Bogen (siehe Streichinstrument) oder einem Stab, wobei die Klangerzeugung auf dem Stick-Slip-Effekt basiert
- Zupfen mit dem Finger: bei Streichinstrumenten Pizzicato genannt, bei Zupfinstrumenten unter anderem Punteado, Apoyando, Tirando und Fingerstyle, einem Plektrum oder einem Federkiel (siehe auch Cembalo)
- Anschlagen mit Hämmern, zum Beispiel beim Klavier
- durch Luftströmung: Wind bei der Äolsharfe oder Atemluft beim Musikbogen Gora
- indirekt durch andere tonerzeugende Elemente des Instruments, wie bei Resonanzsaiten und den Schnarrsaiten, die an der Kleinen Trommel und an der Rahmentrommel Bendir in Nordafrika vorkommen.

Dadurch wird ein Ton erzeugt, der bei den meisten Instrumenten durch einen mit der Saite verbundenen Klangkörper verstärkt wird. Der Ton wird höher, wenn man die Länge der schwingenden Saiten (Mensur) verkürzt, ihre Spannung erhöht oder ihren Durchmesser (und dadurch die Massenbelegung) verringert; eine Saite erklingt tiefer, wenn sie verlängert wird, ihre Spannung verringert wird oder wenn man ihren Durchmesser erhöht.
Eine hohe Saite wird als Diskantsaite (oder Diskant), eine tiefe als Basssaite (auch Kontrasaite) bezeichnet.
Bereits 1636 beschrieb der französische Mathematiker Marin Mersenne (1588–1648) in seiner Harmonie Universelle die Schwingungseigenschaften unterschiedlicher Saitentypen bezüglich Länge, Material und Querschnitt. Siehe hierzu Saitenschwingung.
Eine leere Saite ist eine unverkürzt in Schwingung versetzte Saite. Die höchste Saite wird bei vielen Saiteninstrumenten als Chanterelle bezeichnet.

## Geschichte
Das Herstellen von Darmsaiten hat eine jahrtausendealte Tradition, die von der Herstellung von Bogensehnen herrührt. Bereits im Alten Ägypten kannte man Darmsaiten, wie der Fund einer nahezu vollständig erhaltenen Laute im Grab des Musikers Harmosis belegt, der in der 18. Dynastie zur Zeit der Königin Hatschepsut lebte. Das Material für Darmsaiten wird aus den Därmen von Schafen oder anderen Huftieren gewonnen und in Europa seit dem späten Mittelalter nach einer im Prinzip unveränderten Methode verarbeitet. Der Darm wird gereinigt, entfettet, in einer Lauge gebadet, die hauptsächlich aus Pottasche und Wasser besteht, und anschließend zu Streifen geschnitten. Nach der Verdrehung und der Lufttrocknung wird die Saite mit Schwefel behandelt und zum weiteren Trocknen straff gespannt.
Bis zum Anfang des 20. Jahrhunderts wurden Darmsaiten auch im Uhrenbau verwendet. Bei Pendeluhren nutzte man sie zur Befestigung der Antriebsgewichte, bei frühen Taschenuhren verwendete man sie zur Verbindung von Schnecke und Federhaus, bevor dafür eine Kette üblich wurde.
In China waren schon früh Seidensaiten bekannt und wurden spätestens im 9. Jahrhundert in Spanien (Córdoba) zur Lautenbesaitung benutzt, während die Reitervölker Turkestans ursprünglich Saiten aus Rosshaar verwendeten. Im vorderasiatischen Raum und in Nordafrika sind seit Jahrhunderten Metallsaiten (Eisen und Messing) in Gebrauch.
Gitarrensaiten werden heute überwiegend entweder aus Metall oder, seit den 1930er Jahren, aus künstlichem Material wie Polyamid (Nylonsaiten) und heute (wie bei anderen Zupfinstrumenten) zunehmend auch aus Polyvinylidenfluorid (Carbonsaiten) hergestellt.
Über die Besaitung von Streichinstrumenten schreibt Michael Praetorius 1619 in seinem Syntagma musicum II:

„Deroselben Baß- Tenor- und Discantgeig (welche Violino, oder Violetta picciola, auch Rebecchino genennet wird) seynd mit 4 Säiten […] bezogen und werden alle durch Quinten gestimmet. Und demnach dieselbige jedermänniglichen bekandt / ist darvon (ausser diesem / daß wenn sie mit Messings- und Stälenen Säiten bezogen werden / ein stillen und fast lieblichen Resonantz mehr / als die andern / von sich geben) […] zu schreiben unnötig.“